# خوان موراليس
خوان موراليس (بالإسبانية: Juan Morales) (6 مارس 1989 ببيرو - ) هو لاعب كرة قدم بيروفي في مركز الوسط. شارك مع منتخب بيرو لكرة القدم. أما مع النوادي، فقد لعب مع سيزار فاليجو ‏.

## وصلات خارجية
- خوان موراليس على موقع قاعدة بيانات كرة القدم.إي يو (الإنجليزية)
- خوان موراليس على موقع Soccerway.com (الإنجليزية)